# Țara Moților
Țara Moților, conocido también como Țara de Piatră ("El País de Piedra") es una región etnogeográfica de Rumania, en los montes Apuseni, en la cuenca superior de los ríos Arieș y Crișul Alb. Comprende partes de los distritos rumanos Alba, Arad, Bihor, Cluj y Hunedoara, y una de sus secciones forma el parque natural Apuseni. 

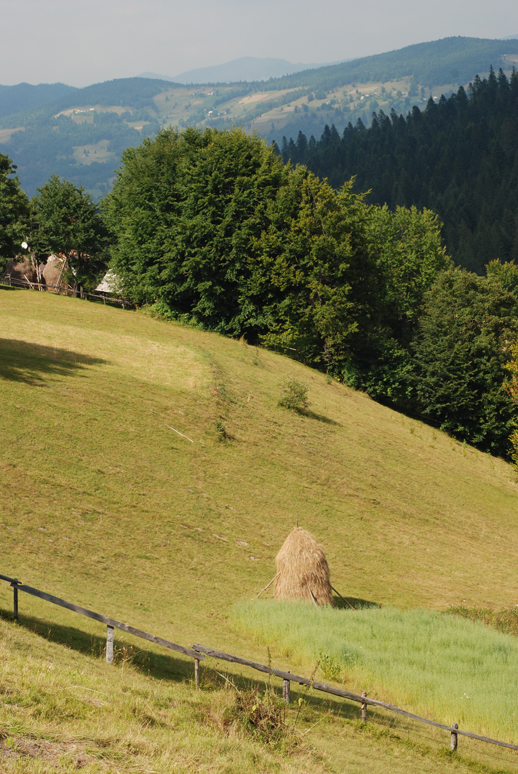
Pătrăhăițești, en Țara Moților.

Los habitantes de Țara Moților son conocidos como "moți". Algunos eruditos consideran a los "moți" descendientes de los celtas, por su pelo rubio y ojos azules, elementos más frecuentes aquí que en otras regiones rumanas; sin embargo, esta hipótesis no es aceptada por la mayoría de los historiadores, debido a su falta de consistencia. Otros eruditos creen que son descendientes de los eslavos, por la misma razón, o de los alanos. Hay también un grupo que les considera descendientes de tribus germánicas (los gépidos). Debido a su pelo rubio y ojos azules, varias teorías acerca de sus orígenes fueron avanzadas. Sin embargo, la más probable y aceptada teoría es que son descendientes directos de los dacios. 
Viven en pueblos dispersados, a altitudes de hasta 1400 m, más altas que cualquier otras poblaciones permanentes de Rumania. El "Țara Moților" empieza tradicionalmente en Bistra, justo antes de Câmpeni, antes llamado "Topani" por la población autóctona, y "Topesdorf" por los austríacos, la capital tradicional de los moți. Los pueblos que bajan por el río Arieș hacia Turda, como por ejemplo Lupșa, Salciua etc. son habitados por los "mocani". Los moți fueron llamados también "topi" (en alemán "Die Zopfen"). Antes de los últimos cambios administrativos, existió un distrito llamado "Arieș". 

## Etimología e historia
El término "Țara" (en rumano) significa literalmente "país", de "terra" en latín; pero en este caso, junto con nombres como Țara Bârsei, Țara Oașului, Țara Făgărașului, Țara Hațegului, Țara Zarandului y Maramureș, no implica un estatuto político, social o administrativo. Es, en cambio, un término arcaico que se refiere a una depresión encerrada por y más o menos aislada entre los Cárpatos. La región tiene una larga historia de resistencia y luchas para derechos políticos, económicos y sociales, con movimientos como la Rebelión de Horea, Cloșca y Crișan (1784-1785) o el inicio de la revolución rumana de Transilvania en 1848.

## Economía

### Industria
La explotación forestal, la carpintería y la minería son actividades industriales tradicionales en el Țara Moților, con la transformación del cuero, la actividad de los herreros, el mercado de los molineros, y el anual peinado e hilado de la lana como actividades secundarias. Bosques de encinas, hayas y pinos ofrecen el material para los famosos barriles, muebles y objetos artesanales producidos aquí. El carbón (en Brad), el hierro (en Băișoara), la plata y el oro (en Baia de Arieș, Bucium, Roșia Montană, Zlatna, Băița, Musariu, Criscior), la bauxita (en Vârciorog, Roșia, Dobrești, Zece Hotare), el mercurio (en Izvorul Ampoiului), el cobre, el plomo y el cinc (en Băița, Săcărâmb, Roșia Poieni) y el molibdeno (en Băița) se extraen todavía hoy, y algunas minas (Roșia Montană) tienen una vejez de 2000 años.

### Agricultura
Los "moți" practican el pastoreo, prefiriendo ovinas y bovinas. Pequeños cultivos de patata y cebada también son habituales.

## Turismo
La zona es famosa por sus tradiciones folklóricas, paisajes impresionantes, y la variación del relieve cárstico, que produjo más de 800 cuevas naturales, como las de Scărișoara, Focul Viu (las dos con glaciares conservados) o Peștera Urșilor (que contiene fósiles de Ursus spelaeus, el oso de las cavernas). El agroturismo y el ecoturismo son también practicados en el área. El principal centro para deportes de invierno en el área es Arieșeni.

### Lista parcial de atracciones turísticas
- Avram Iancu
- Arieșeni
- Vidra
- Peștera Scărișoara (La cueva Scărișoara)
- Peștera lui Ionete (La cueva de Ionete)
- Peștera Focul Viu (La cueva del Fuego Vivo)
- Peștera Urșilor (La cueva de los Osos)
- Cheile Turzii (El Desfiladero de Turda)
- Cheile Gălzii (El Desfiladero de Galda)
- Cheile Ampoiței (El Desfiladero de Ampoița)
- Cheile Ordăncușii (El Desfiladero de Ordăncușa)
- La Feria de Doncellas del monte Găina.
- "La colina de los caracoles", oeste de Vidra.
- Roșia Montană
- The Barren Detunata (en inglés)
- The Shaggy Detunata (en inglés)
- El camino estrecho del Río Arieș

- Datos: Q768571